# Gisèle Pascal
Gisèle Pascal (Cannes, 17 de setembro de 1921 — Nimes, 2 de fevereiro de 2007) foi uma atriz francesa e antiga namorada de Rainier III, Príncipe de Mônaco.
Seu primeiro filme foi L'arlésienne, de 1942. Durante seis anos esteve envolvida com o Príncipe Rainier, mas o tão almejado casamento foi cancelado quando um exame médico constatou que ela era infértil. Acredita-se ainda que isto foi planejado pela irmã de Rainier, a Princesa Antoinette, Baronesa de Massy, que queria que seu filho, Christian de Massy, substituísse Rainier. Em 8 de outubro de 1955, Pascal casou-se com Raymond Pellegrin, com quem teve uma filha, Pascale Pellegrin, nascida em 12 de setembro de 1962.